# La primera nit de tranquil·litat
 La primera nit de tranquil·litat	  (La prima notte di quiete) és una pel·lícula franco-italiana dirigida per Valerio Zurlini el 1972. Ha estat doblada al català.

## Argument
Daniele Dominici (Alain Delon) reemplaça un professor malalt a l'institut de Rímini. Encara que separat de la seva dona (Lea Massari), viu encara amb ella. Rics i ociosos, els seus alumnes el molesten, exceptuat Vanina (Sonia Petrovna), una noia que desperta el seu interès per la ferida secreta que descobreix en ella.

## Repartiment
- Alain Delon: Daniele Dominici
- Sonia Petrovna: Vanina Abati
- Giancarlo Giannini: Giorgio Mosca, àlias « Spider »
- Renato Salvatori: Marcello
- Alida Valli: Marcella Abati
- Adalberto Maria Merli: Gerardo Favani
- Salvo Randone: Professor Porra
- Liana Del Balzo